# Курбанов, Мамадали Курбанович
Мамадали Курбанович Курбанов (тадж. Маҳмадалӣ Қурбонович Қурбонов, кырг. Мамадалы Курманович Курманов, январь 1905, кишлак Учкурган, Ошский уезд, Ферганская область  — 14 мая 1976, Ош, Киргизская ССР) — советский партийный и государственный деятель, председатель Совета народных комиссаров (СНК) — Совета Министров Таджикской ССР (1937—1946).

## Биография
Родился в таджикской семье в кишлаке Учкурган Ошского уезда. Имел среднее образование, окончил рабочие курсы при горнодобывающем факультете.
Трудовую деятельность начал шахтёром в Кызыл-Кийской шахте. С 1930 года член ВКП(б). Кызыл-Кийские шахтёры становились известными государственными деятелями. Так, шахтёр Торобай Кулатов стал председателем Совнаркома Киргизской ССР, затем председателем Верховного Совета Киргизской ССР, а Мамадали Курбанов был председателем Совнаркома Таджикской ССР с 1937 по 1946 годы.
- 1924—1930 годы — работал шахтёром на шахте «Кызыл-Кыя» Ошской области Киргизской ССР,
- 1930—1931 годы — начальник станции спасения и техники безопасности шахты «Кызыл-Кыя»,
- 1931—1933 годы — начальник шахты «Кызыл-Кыя» Ошской области Киргизской ССР,
- 1933—1936 годы — управляющий рудника «Шураб-уголь» Таджикской ССР,
- 1936—1937 годы — народный комиссар местной промышленности Таджикской ССР, одновременно заведующий транспортным и промышленным отделом ЦК КП(б) Таджикистана.

В 1937 году — заместитель председателя Совнаркома Таджикской ССР, народный комиссар земледелия Таджикской ССР.
С 16 сентября 1937 года по апрель 1946 года — председатель Совнаркома - Совета Министров Таджикской ССР.
Под его руководством в эти годы строилась столица Таджикистана — Душанбе, были построены дорога на Памир «Ош -Хорог», первая ГЭС в Таджикистане — Варзобская. В годы Великой Отечественной войны Таджикистан поставлял продовольствие, хлопок, боеприпасы и другую продукцию на фронт.
- 1946 год — первый заместитель министра сельского хозяйства Узбекской ССР,
- 1947—1949 годы — первый заместитель председателя Ферганского областного исполкома совета депутатов,
- 1949—1950 годы — первый заместитель министра лёгкой промышленности Киргизской ССР,
- 1950—1957 годы — первый заместитель председателя Ошского областного исполкома совета депутатов Киргизской ССР,
- В 1957—1960 годах — председатель Ошского горисполкома[2].

В этот период в Оше были построены и сданы в эксплуатацию здание Ошского пединститута (ныне — главный корпус Ошского государственного университета), большой железобетонный мост через реку Ак-Буура (впервые связавший правобережье города с левобережьем), автоматическая и междугородняя телефонные станции. При нём в 1957 году основная часть города стала обеспечиваться питьевой водой вместо арычной сети из водопровода. Также в 1959 году было создано одно из градообразующих предприятий — второй в Советском Союзе (после Кишинёвского) завод по производству насосов для глубинных артезианских колодцев.
В 1960-1967 годах — генеральный директор Памирского производственного автотранспортного предприятия, обеспечивавшего перевозку народно-хозяйственных грузов по автомагистрали Ош — Хорог в Таджикистан. Под его началом работало 1120 сотрудников.
С 1960 года — персональный пенсионер союзного значения.
Избирался депутатом Совета Союза Верховного Совета СССР 1 и 2-го созывов, членом бюджетной комиссии Верховного Совета СССР, депутатом от Кулябского округа Таджикистана, депутатом Верховного Совета Таджикской ССР (1937—1948 годы),  депутатом Ошского областного Совета и Ошского городского Совета.
Член Центральной Ревизионной Комиссии ВКП(б) (1939—1952).
Похоронен с большими почестями на южном склоне горы Сулайман-Тоо города Ош.

## Награды и звания
- Орден Ленина за выдающиеся успехи в сельском хозяйстве Таджикской ССР и особенно за перевыполнение плана по хлопку 17 октября 1939 года.
- Орден «Знак Почёта» — за активное участие в строительстве величайшего в СССР ирригационного сооружения Большого Ферганского канала имени И. В. Сталина и проявленные при этом выдающиеся успехи 28 апреля 1940 года.
- Орден Трудового Красного Знамени — за выполнение в рекордно короткий срок задания по строительству высокогорной автомобильной дороги Сталинабад — Хорог 25 апреля 1941 года.
- Орден Ленина за успешное выполнение заданий правительства по развитию сельского хозяйства, животноводства, пищевой, местной промышленности и промысловой кооперации Таджикской ССР 3 января 1944 года[3].
- Орден Отечественной войны I степени[4]
- Орден «Знак Почёта»
- Орден «Знак Почёта»
- Также награждён многочисленными медалями и почётными грамотами.

## Память
- Решением правительства независимого Таджикистана была установлена мемориальная доска в старом здании Совнаркома в центре таджикской столицы городе Душанбе.
- Одна из центральных улиц города Душанбе в районе Исмаила Самани названа именем Мамадали Курбанова (ранее улица П. Лумумбы)[5]
- В городе Ош узбекская средняя школа № 15 носит имя Мамадали Курбанова (бывшая школа имени Э.Тельмана). В этой школе установлен бюст Мамадали Курбанова.
- Постановлением Ошского городского Кенеша депутатов за № 128 от 17 марта 2003 года бывшая улица Мусоргского города Ош была переименована и названа в честь Мамадали Курбанова.
- На своей Родине в селе Учкурган Кадамжайского района Баткенской области таджикская средняя школа № 75 носит имя Мамадали Курбанова[6][7].
- Фильм «Мамадали Курбанов» 2018 год, производство «Эн Джи продакшн» Россия, режиссёр Вера Галкина. В ролях: Леван Мсхиладзе, Бесо Гатаев и другие[8].
- Книга о Мамадали Курбанове "Титан Эпохи Социализма", автор Б.Рахманов.

## Семья
Жена — Собирахон Ёрматова, после смерти которой был женат на Рахимахон Тожибоевне Курбановой (Султанова) (1928—2006), дочь старшего аксакала, тысячника города Ош до революции Султана Таирбаева.
Дети: Сыновья - Гафур, Рахмон, Хаким, Рустам, Сухроб, Дилшод и Серго-Шахзада. Дочери - Жамила, Гулчехра, Элеонора и Минора.
Сын Курбанов Серго-Шахзада (22.04.1964 год) - заместитель генерального директора холдинга Уральская Горно-Металлургическая Компания (ОАО "УГМК"), вице-президент ЗАО «Трансмашхолдинг».